# Trzeci rząd Williama Ewarta Gladstone’a

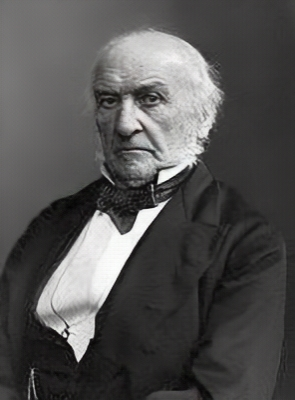
William Ewart Gladstone, premier, pierwszy lord skarbu, przewodniczący Izby Gmin, lord tajnej pieczęci

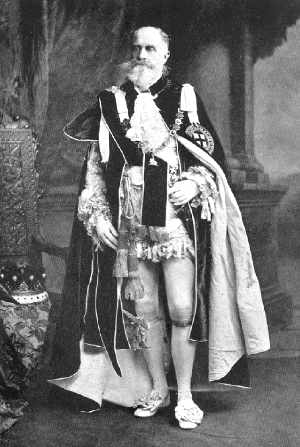
Hrabia Spencer, lord przewodniczący Rady

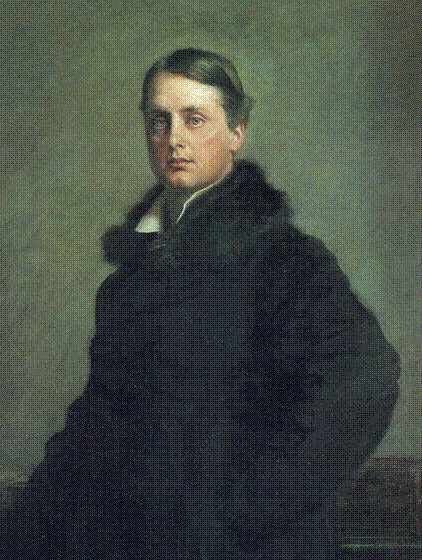
Hrabia Rosebery, minister spraw zagranicznych

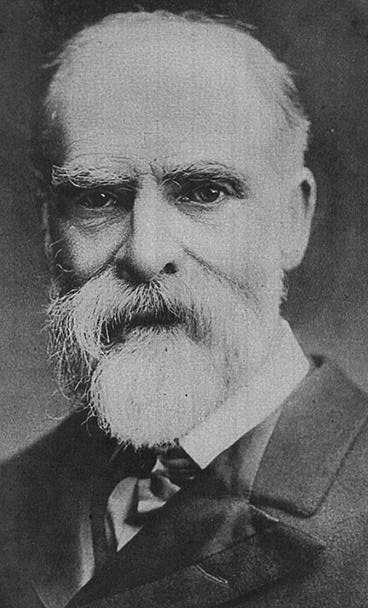
James Bryce, podsekretarz stanu w ministerstwie spraw zagranicznych

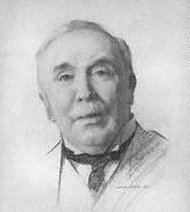
Henry Campbell-Bannerman, minister wojny

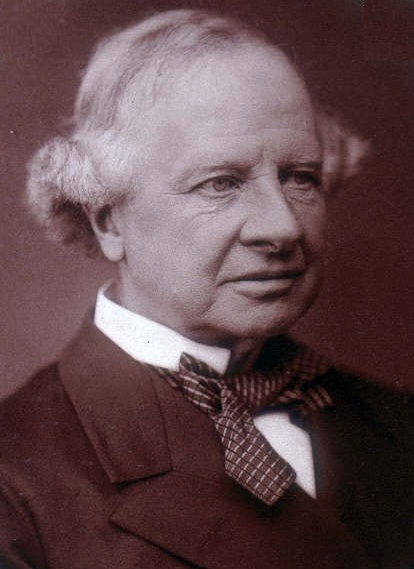
Hrabia Grenville, minister ds. kolonii, przewodniczący Izby Lordów

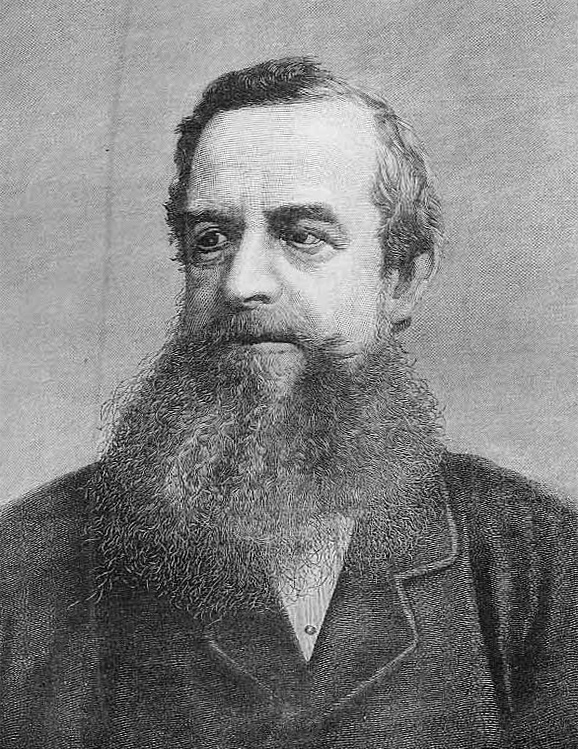
Markiz Ripon, pierwszy lord Admiralicji

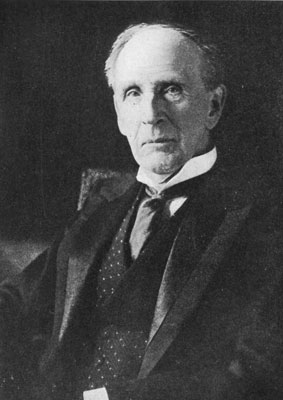
John Morley, główny sekretarz Irlandii

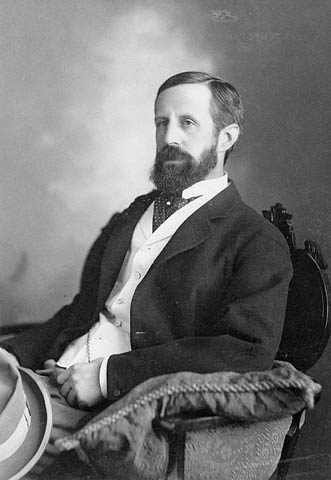
Hrabia Aberdeen, lord namiestnik Irlandii

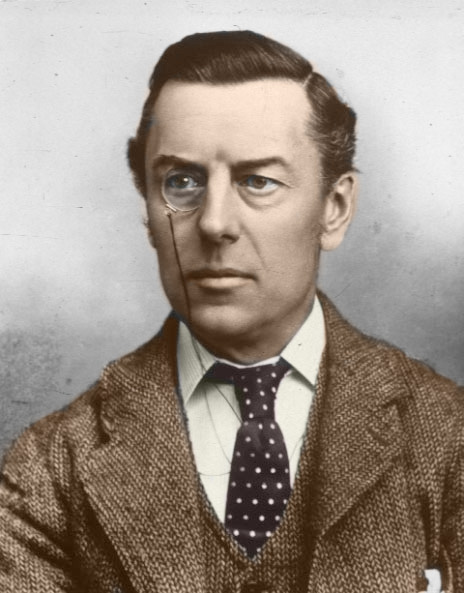
Joseph Chamberlain, przewodniczący Rady Zarządu Lokalnego

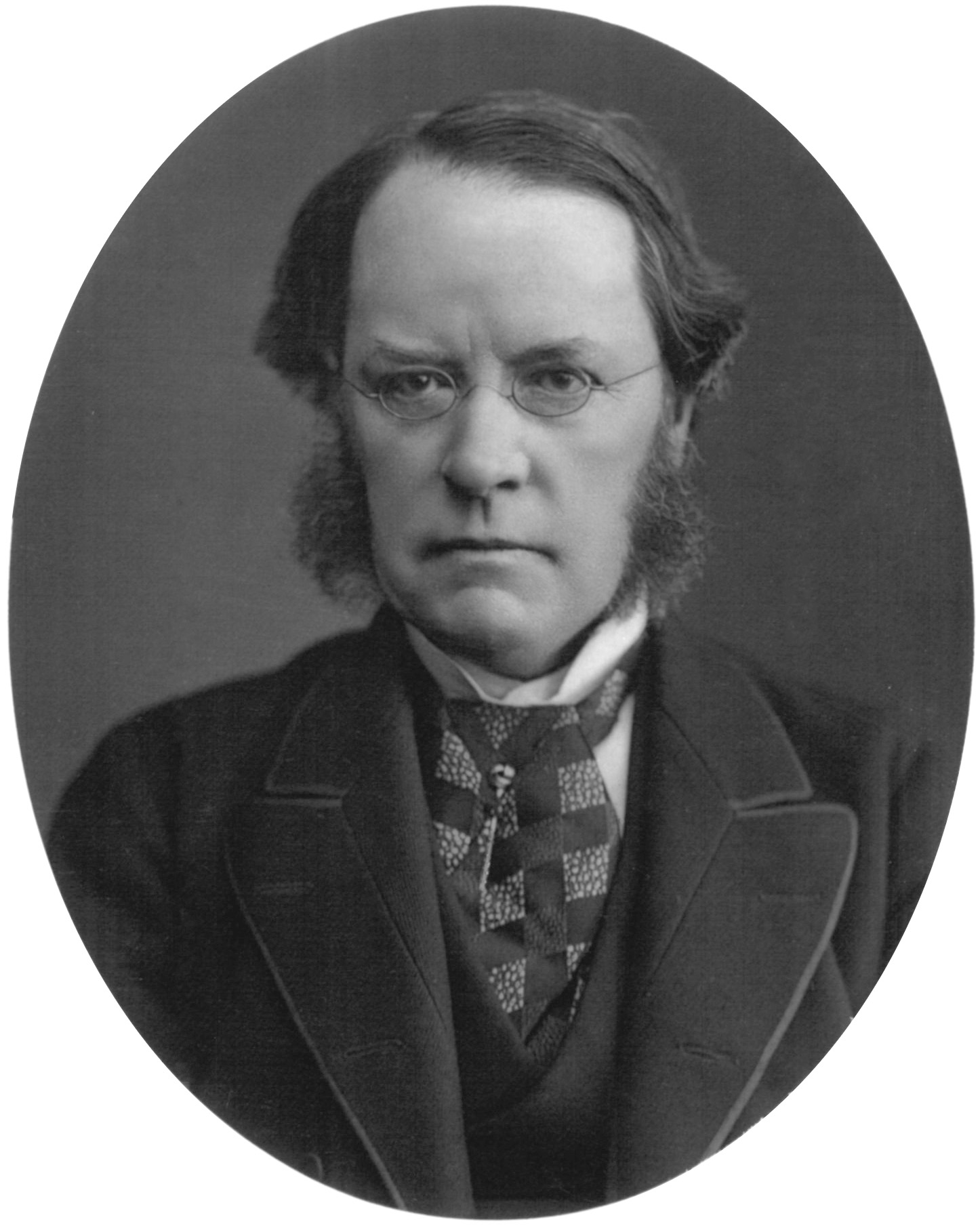
Lyon Playfair, wiceprzewodniczący Komitetu Edukacji

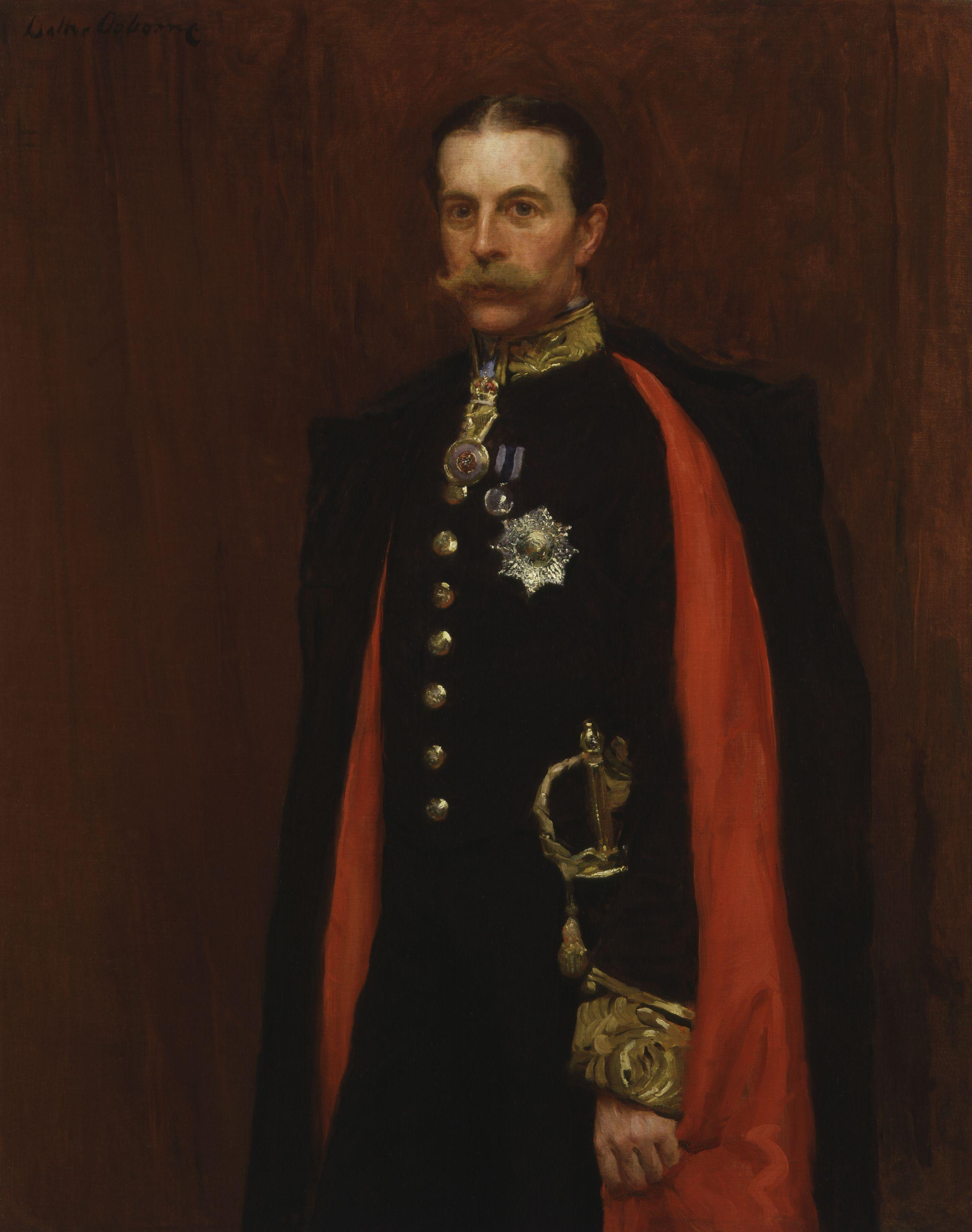
Baron Houghton, lord-in-waiting

Trzeci rząd pod przewodnictwem Williama Ewarta Gladstone’a powstał 1 lutego 1886 r. i przetrwał do 20 lipca tego samego roku. Upadł po przegranym głosowaniu w sprawie przyznania autonomii Irlandii.
Członków ścisłego gabinetu wyróżniono tłustym drukiem.

## Skład rządu
| Urząd                                                  | Imię i nazwisko | Kadencja  |
| ------------------------------------------------------ | --- | --------- |
| Premier Pierwszy Lord Skarbu Przewodniczący Izby Gmin  | William Ewart Gladstone | 1886      |
|                                                        | |           |
| Kanclerz skarbu                                        | William Vernon Harcourt | 1886      |
| Parlamentarny sekretarz skarbu                         | Arnold Morley | 1886      |
| Finansowy sekretarz skarbu                             | Henry Fowler | 1886      |
| Młodsi lordowie skarbu                                 | Edward James Reed Cyril Flower George Leveson-Gower | 1886      |
| Lord kanclerz                                          | Farrer Herschell, 1. baron Herschell | 1886      |
| Lord przewodniczący Rady                               | John Spencer, 5. hrabia Spencer | 1886      |
| Lord tajnej pieczęci                                   | William Ewart Gladstone | 1886      |
| Minister spraw wewnętrznych                            | Hugh Childers | 1886      |
| Podsekretarz stanu w ministerstwie spraw wewnętrznych  | Henry Broadhurst | 1886      |
| Minister spraw zagranicznych                           | Archibald Primrose, 5. hrabia Rosebery | 1886      |
| Podsekretarz stanu w ministerstwie spraw zagranicznych | James Bryce | 1886      |
| Minister wojny                                         | Henry Campbell-Bannerman | 1886      |
| Podsekretarz stanu w ministerstwie wojny               | William Mansfield, 2. baron Sandhurst | 1886      |
| Finansowy sekretarz w ministerstwie wojny              | Herbert Gladstone | 1886      |
| Zastępca generała artylerii                            | William Woodall | 1886      |
| Minister ds. kolonii Przewodniczący Izby Lordów        | Granville Leveson-Gower, 2. hrabia Granville | 1886      |
| Podsekretarz stanu w ministerstwie ds. kolonii         | George Osborne Morgan Evelyn Ashley | 1886      |
| Minister ds. Indii                                     | John Wodehouse, 1. hrabia Kimberley | 1886      |
| Podsekretarz stanu w ministerstwie ds. Indii           | Ughtred Kay-Shuttleworth Edward Stafford-Howard | 1886 1866 |
| Pierwszy lord Admiralicji                              | George Robinson, 1. markiz Ripon | 1886      |
| Parlamentarny sekretarz przy Admiralicji               | John Tomlinson Hibbert | 1886      |
| Cywilny lord Admiralicji                               | Robert William Duff | 1886      |
| Główny sekretarz Irlandii                              | John Morley | 1886      |
| Lord namiestnik Irlandii                               | John Hamilton-Gordon, 7. hrabia Aberdeen | 1886      |
| Przewodniczący Rady Zarządu Lokalnego                  | Joseph Chamberlain James Stansfeld | 1886      |
| Parlamentarny sekretarz przy Radzie Zarządu Lokalnego  | Jesse Collings William Copeland Borlase | 1886      |
| Minister ds. Szkocji                                   | George Otto Trevelyan John Ramsay, 13. hrabia Dalhousie | 1886      |
| Przewodniczący Zarządu Handlu                          | Anthony John Mundella | 1886      |
| Parlamentarny sekretarz przy Zarządzie Handlu          | Charles Thomas Dyke Acland | 1886      |
| Wiceprzewodniczący Komitetu Edukacji                   | Lyon Playfair | 1886      |
| Kanclerz Księstwa Lancaster                            | Edward Heneage Ughtred Kay-Shuttleworth | 1886      |
| Paymaster-General                                      | Thomas Hovell-Thurlow-Cumming-Bruce, 5. baron Thurlow | 1886      |
| Poczmistrz generalny                                   | George Glyn, 2. baron Wolverton | 1886      |
| Pierwszy komisarz ds. prac publicznych                 | Albert Parker, 3. hrabia Morley Victor Bruce, 9. hrabia Elgin | 1886      |
| Prokurator generalny                                   | Charles Russell | 1886      |
| Radca generalny Anglii i Walii                         | Horace Davey | 1886      |
| Najwyższy Sędzia Wojskowy                              | John William Mellor | 1886      |
| Lord adwokat                                           | John Balfour | 1886      |
| Solicitor General dla Szkocji                          | Alexander Asher | 1886      |
| Prokurator Generalny dla Irlandii                      | Samuel Walker | 1886      |
| Solicitor General dla Irlandii                         | Hugh Hyacinth O’Rorke MacDermot | 1886      |
| Lord steward                                           | John Townshend, 1. hrabia Sydney | 1886      |
| Lord szambelan                                         | Valentine Browne, 4. hrabia Kenmare | 1886      |
| Wiceszambelan Dworu Królewskiego                       | Frederick Lambart, wicehrabia Kilcoursie | 1886      |
| Koniuszy królewski                                     | Richard Boyle, 9. hrabia Cork | 1886      |
| Skarbnik Dworu Królewskiego                            | Victor Bruce, 9. hrabia Elgin | 1886      |
| Kontroler Dworu Królewskiego                           | Edward Marjoribanks | 1886      |
| Kapitan Gentelmen-at-Arms                              | Charles Hanbury-Tracy, 4. baron Sudeley | 1886      |
| Kapitan Ochotników Gwardii                             | William Monson, 7. baron Monson | 1886      |
| Opiekun stajni królewskich                             | Charles Harbord, 5. baron Suffield | 1886      |
| Lord-in-waiting                                        | Frederick Methuen, 2. baron Methuen Thomas Hovell-Thurlow-Cumming-Bruce, 5. baron Thurlow Francis Stonor, 4. baron Camoys Robert Milnes, 2. baron Houghton William Edwardes, 4. baron Kensington Henry Tufton, 1. baron Hothfield Thomas Lister, 4. baron Ribblesdale | 1886      |
| Dodatkowy lord-in-waiting                              | Mortimer Sackville-West, 1. baron Sackville | 1886      |